# فرودگاه بین‌المللی سیباو
فرودگاه بین‌المللی سیباو (به انگلیسی: Cibao International Airport) (به زبان بومی: Aeropuerto Internacional del Cibao) یک فرودگاه همگانی بهره‌برداری هوایی با کد یاتا STI است که یک باند فرود آسفالت و بتن دارد و طول باند آن ۲۶۲۰ متر است. این فرودگاه در کشور جمهوری دومینیکن قرار دارد و در ارتفاع ۱۷۲ متری از سطح دریا واقع شده‌است.

## شرکت‌های هواپیمایی و مقصدهای پروازی
| شرکت‌های هواپیمایی                            | مقصدهای پروازی                                      |
| -------------------------------------------- | --------------------------------------------------- |
| امریکن ایرلاینز                              | میامی                                               |
| کایکوس اکسپرس ایرویز                         | پراویدنشیالز                                        |
| کوپا ایرلاینز اجرا توسط کوپا ایرلاینز کلمبیا | توکومن                                              |
| دلتا ایرلاینز                                | هارتسفیلد-جکسون آتلانتا، جان اف کندی                |
| اینترکارابین ایرویز                          | پراویدنشیالز                                        |
| جت‌بلو                                        | لوگان، جان اف کندی، لیبرتی نیوآرک، لوئیز مونز مارین |
| Sky High Aviation Services                   | پرینسس جولیانا، ترانس بی. لتسام                     |
| Spirit Airlines                              | فورت لادردیل–هالیوود                                |
| سان‌رایز ایرویز                               | توسن لوورتور                                        |
| یونایتد ایرلاینز                             | لیبرتی نیوآرک                                       |